# Station Bydgoszcz Brdyujście
Station Bydgoszcz Brdyujście is een spoorwegstation in de Poolse plaats Bydgoszcz (Brdyujście).